# Patrick Beijersbergen
Patrick Beijersbergen (Wassenaar, 27 mei 1968) is een Nederlandse auteur en belegger.

## Loopbaan
Beijersbergen begon zijn carrière bij ING Bank in 1996. Van 2015 tot 2022 was hij hoofdredacteur van Effect, het beleggingsblad dat wordt uitgegeven door de VEB. Hij schreef meerdere boeken over geld en beleggen waarin hij zich kritisch uitliet over de hoge kosten van financiële dienstverlening en financiële producten in Nederland. Hij bood zijn boek 'Wat en Hoe met Geld' in 2011 samen met toenmalig VEB-directeur Jan Maarten Slagter aan bij minister-president Mark Rutte.

## Columns en romans
Beijersbergen schrijft columns en artikelen over beleggingsonderwerpen voor verschillende media, waaronder De Telegraaf, de nieuwswebsite Business Insider en het tijdschrift Effect.
In 2016 publiceerde hij voor het eerst een roman onder het pseudoniem Jakob Bergen. In 2021 werd een herziene versie van deze thriller onder eigen naam uitgebracht (Chivington). In 2022 verscheen zijn tweede roman: Viewmaster, Rotterdam in tijden van bitcoin en corona. 